# 民主自由党 (罗马尼亚)
民主自由党 （羅馬尼亞語：Partidul Democrat-Liberal，缩写：或）是罗马尼亚的一個政党，立场中間偏右。
该党成立于2007年12月15日，由原罗马尼亚民主党与原自由民主党合并而成。现任领导人为瓦西里·布拉加（Vasile Blaga）。